# Gordon Park Baker
Gordon Park Baker (né à Englewood, New Jersey, 20 avril 1938 ; mort à Woodstock, Oxfordshire, 25 juin 2002) est un philosophe anglo-américain. Ses recherches portent sur Ludwig Wittgenstein, Gottlob Frege, Friedrich Waismann, Bertrand Russell, le Cercle de Vienne et René Descartes. Il est connu pour sa collaboration avec Peter Hacker et ses désaccords avec Michael Dummett.

## Biographie
Baker fait ses études à la Phillips Exeter Academy, à l'Université Harvard (majeure en mathématiques), et, en tant que Marshall Scholar, au Queen's College d'Oxford, où il avait l'intention de suivre Philosophie, politique et économie mais a été transféré au Literae Humaniores (1960). Il poursuit son doctorat (1963-1970) tout en enseignant à l'Université du Kent et plus tard en tant que Fellow du St John's College d'Oxford.
Il est administrateur du Fonds Waismann.
Il s'intéresse aussi à la courte paume et au clavecin.
Il est marié à Ann Pimlott (1964), avec qui il a trois fils : Alan, Geoffrey et Nicholas. Alan est professeur de philosophie au Swarthmore College. De 1992 jusqu'à la mort de Gordon Baker, la philosophe Katherine Morris (Mansfield College, Oxford) est sa compagne.